# Saillac (Corrèze)
Pour les articles homonymes, voir Saillac.
Saillac est une commune française située dans le département de la Corrèze, en région Nouvelle-Aquitaine.

## Géographie

### Localisation
Au sud du département de la Corrèze, en limite du département du Lot et de la région Occitanie, la commune de Saillac s'étend sur 4,25 km2.
L'altitude minimale, 160 mètres, se trouve à l'extrême sud, en limite du département du Lot, entre Combe Redonde et la Croix de la Mougeinte. L'altitude maximale avec 303 mètres est localisée tout au nord, à l'est du lieu-dit la Maison Neuve, en limite de Collonges-la-Rouge.
Le bourg de Saillac, à proximité de la |route départementale (RD) 28E, se situe, en distances orthodromiques, seize kilomètres au sud-est de Brive-la-Gaillarde et vingt kilomètres au nord-est de Souillac.
Le territoire communal est également desservi au sud par la RD 28.
Le sentier de grande randonnée GR 480 traverse le territoire communal du nord-est au sud-est, sur environ trois kilomètres et demi.

### Communes limitrophes
Saillac est limitrophe de quatre autres communes, dont une dans le département du Lot.
Les communes limitrophes sont  Cavagnac, Chauffour-sur-Vell, Collonges-la-Rouge et Ligneyrac.
| Ligneyrac |                | Collonges-la-Rouge |
|           | Saillac        |                    |
|           | Cavagnac (Lot) | Chauffour-sur-Vell |

### Climat
Pour des articles plus généraux, voir Climat de la Nouvelle-Aquitaine et Climat de la Corrèze.
Historiquement, la commune est exposée à un climat océanique limousin.  
En 2020, Météo-France publie une typologie des climats de la France métropolitaine dans laquelle la commune est dans une zone de transition entre le climat océanique altéré et le climat de montagne et est dans la région climatique  Ouest et nord-ouest du Massif Central, caractérisée par une pluviométrie annuelle de 900 à 1 500 mm, maximale en automne et en hiver.
Pour la période 1971-2000, la température annuelle moyenne est de 12,5 °C, avec  une amplitude thermique annuelle de 15,7 °C. Le cumul annuel moyen de précipitations est de 960 mm, avec 11,9 jours de précipitations en janvier et 7 jours en juillet. Pour la période 1991-2020, la température moyenne annuelle observée sur la station météorologique la plus proche, située sur la commune de Nespouls à 11 km à vol d'oiseau, est de 12,6 °C et le cumul annuel moyen de précipitations est de 836,4 mm,. Pour l'avenir, les paramètres climatiques de la commune estimés pour 2050 selon différents scénarios d’émission de gaz à effet de serre sont consultables sur un site dédié publié par Météo-France en novembre 2022.

## Urbanisme

### Typologie
Au 1er janvier 2024, Saillac est catégorisée commune rurale à habitat dispersé, selon la nouvelle grille communale de densité à 7 niveaux définie par l'Insee en 2022.
Elle est située hors unité urbaine. Par ailleurs la commune fait partie de l'aire d'attraction de Brive-la-Gaillarde, dont elle est une commune de la couronne,. Cette aire, qui regroupe 80 communes, est catégorisée dans les aires de 50 000 à moins de 200 000 habitants,.

### Occupation des sols
L'occupation des sols de la commune, telle qu'elle ressort de la base de données européenne d’occupation biophysique des sols Corine Land Cover (CLC), est marquée par l'importance des territoires agricoles (97,7 % en 2018), une proportion identique à celle de 1990 (97,7 %). La répartition détaillée en 2018 est la suivante : 
zones agricoles hétérogènes (49,5 %), prairies (37 %), cultures permanentes (11,1 %), forêts (2,3 %).
L'évolution de l’occupation des sols de la commune et de ses infrastructures peut être observée sur les différentes représentations cartographiques du territoire : la carte de Cassini (XVIIIe siècle), la carte d'état-major (1820-1866) et les cartes ou photos aériennes de l'IGN pour la période actuelle (1950 à aujourd'hui).

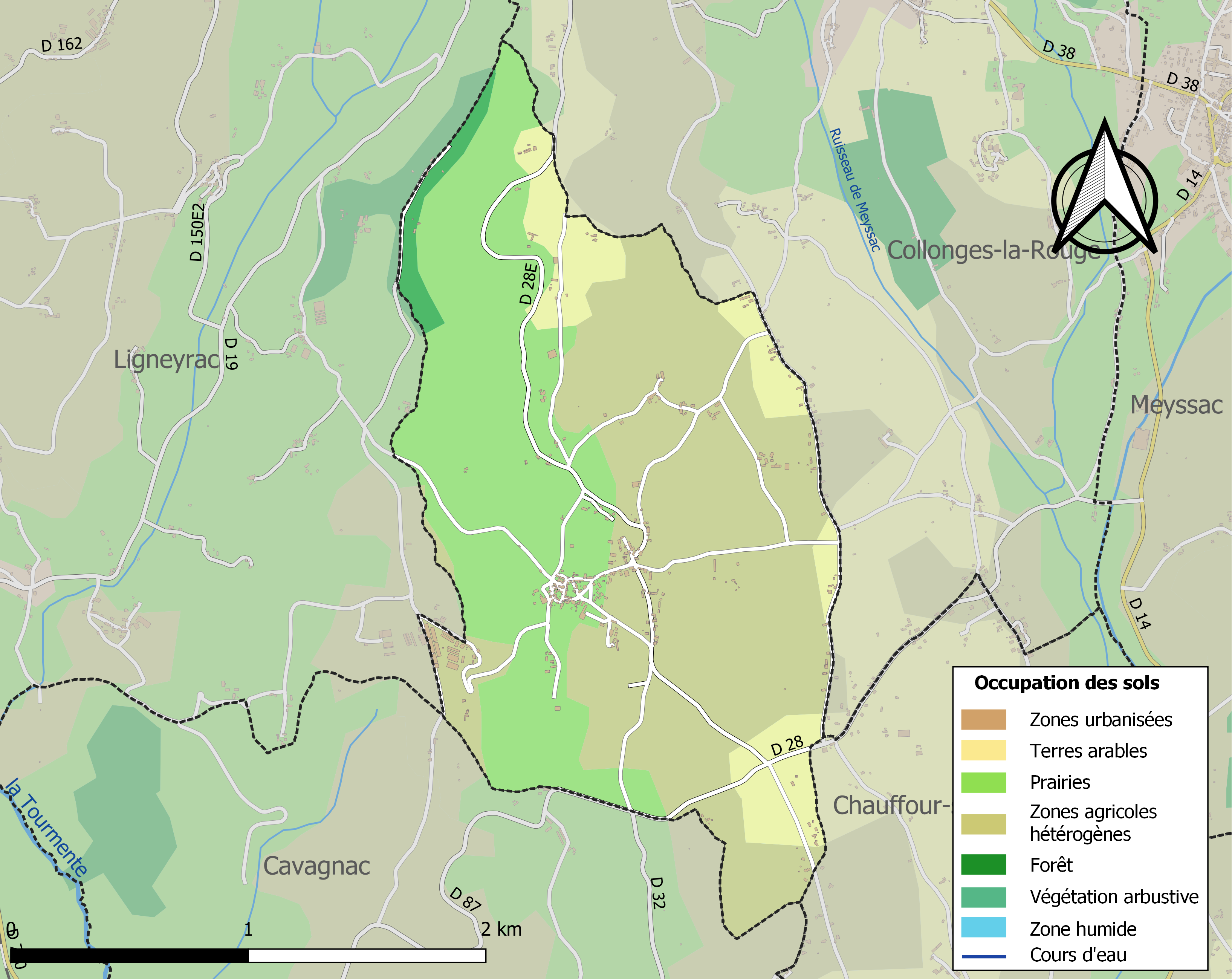
Carte des infrastructures et de l'occupation des sols de la commune en 2018 (CLC).

### Risques majeurs
Le territoire de la commune de Saillac est vulnérable à différents aléas naturels : météorologiques (tempête, orage, neige, grand froid, canicule ou sécheresse), feux de forêts, mouvements de terrains et séisme (sismicité très faible). Un site publié par le BRGM permet d'évaluer simplement et rapidement les risques d'un bien localisé soit par son adresse soit par le numéro de sa parcelle.

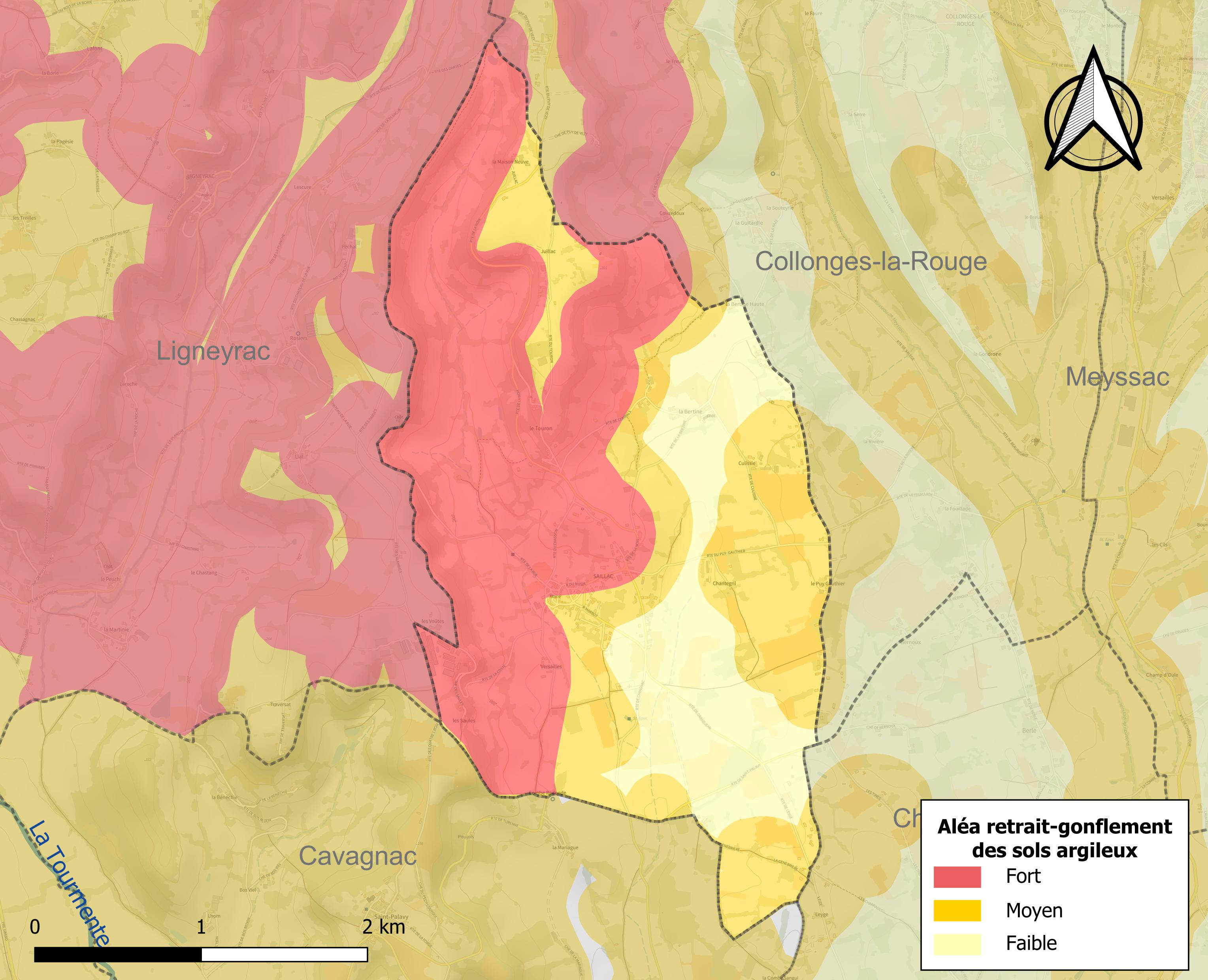
Carte des zones d'aléa retrait-gonflement des sols argileux de Saillac.

La commune est vulnérable au risque de mouvements de terrains constitué principalement du retrait-gonflement des sols argileux. Cet aléa est susceptible d'engendrer des dommages importants aux bâtiments en cas d’alternance de périodes de sécheresse et de pluie. 80,6 % de la superficie communale est en aléa moyen ou fort (26,8 % au niveau départemental et 48,5 % au niveau national). Sur les 145 bâtiments dénombrés sur la commune en 2019,  126 sont en aléa moyen ou fort, soit 87 %, à comparer aux 36 % au niveau départemental et 54 % au niveau national. Une cartographie de l'exposition du territoire national au retrait gonflement des sols argileux est disponible sur le site du BRGM,.
Concernant les feux de forêt, aucun plan de prévention des risques incendie de forêt (PPRIF) n’a été établi en Corrèze, néanmoins le code de l’urbanisme impose la prise en compte des risques dans les documents d’urbanisme. Le périmètre des servitudes d'utilité publique et des zones d'obligation légale de débroussaillement pour les particuliers est quant à lui défini pour la commune dans une carte dédiée. 

## Toponymie
En occitan, la commune porte le nom de Salhac.

## Politique et administration
| Période                                  | Période  | Identité        | Étiquette | Qualité         |
| ---------------------------------------- | -------- | --------------- | --------- | --------------- |
| Les données manquantes sont à compléter. |          |                 |           |                 |
|                                          |          |                 |           |                 |
| avant 1981                               | ?        | René Sourzac    |           |                 |
|                                          |          |                 |           |                 |
| mars 2001 (réélu en mars 2014)           | En cours | Olivier Laporte | DVD       | Agent technique |

## Population et société

### Démographie
L'évolution du nombre d'habitants est connue à travers les recensements de la population effectués dans la commune depuis 1793. Pour les communes de moins de 10 000 habitants, une enquête de recensement portant sur toute la population est réalisée tous les cinq ans, les populations de référence des années intermédiaires étant quant à elles estimées par interpolation ou extrapolation. Pour la commune, le premier recensement exhaustif entrant dans le cadre du nouveau dispositif a été réalisé en 2007.

En 2022, la commune comptait 210 habitants, en évolution de +0,96 % par rapport à 2016 (Corrèze : −0,59 %, France hors Mayotte : +2,11 %).
| 1793 | 1800 | 1806 | 1821 | 1831 | 1836 | 1841 | 1846 | 1851 |
| ---- | ---- | ---- | ---- | ---- | ---- | ---- | ---- | ---- |
| 338  | 323  | 370  | 427  | 415  | 448  | 465  | 477  | 446  |

| 1856 | 1861 | 1866 | 1872 | 1876 | 1881 | 1886 | 1891 | 1896 |
| ---- | ---- | ---- | ---- | ---- | ---- | ---- | ---- | ---- |
| 459  | 423  | 412  | 420  | 431  | 430  | 424  | 422  | 405  |

| 1901 | 1906 | 1911 | 1921 | 1926 | 1931 | 1936 | 1946 | 1954 |
| ---- | ---- | ---- | ---- | ---- | ---- | ---- | ---- | ---- |
| 382  | 369  | 367  | 290  | 278  | 274  | 258  | 263  | 252  |

| 1962 | 1968 | 1975 | 1982 | 1990 | 1999 | 2006 | 2007 | 2012 |
| ---- | ---- | ---- | ---- | ---- | ---- | ---- | ---- | ---- |
| 249  | 202  | 165  | 143  | 163  | 157  | 174  | 176  | 201  |

| 2017 | 2022 | - | - | - | - | - | - | - |
| ---- | ---- | - | - | - | - | - | - | - |
| 205  | 210  | - | - | - | - | - | - | - |

### Animations
Chaque vendredi soir pendant l'été, sous la marque commerciale « Marchés des Producteurs de Pays », un marché d'agriculteurs et de traiteurs se tient dans le village. Ceux-ci viennent de l'ensemble de la Corrèze pour vendre leurs produits, les gens peuvent simplement acheter et repartir ou ils peuvent manger sur place.
Il y a aussi la course de la noix, qui rassemble environ une centaine de participants par an pendant l'été, dont l'objectif est d'arriver premier sur la ligne d'arrivée, avec en moyenne 19 km par an pour les adultes.

## Culture locale et patrimoine

### Lieux et monuments
Église de la Nativité-de-Saint-Jean-Baptiste, dédiée à saint Jean le Baptiste, datant du XIIe siècle, avec un tympan en pierre polychrome, classée au titre des monuments historiques en 2007. Magnifiques chapiteaux. Eclairage, musique et commentaires disponibles
Croix, lavoir, oratoire, moulin à noix, travail du forgeron.

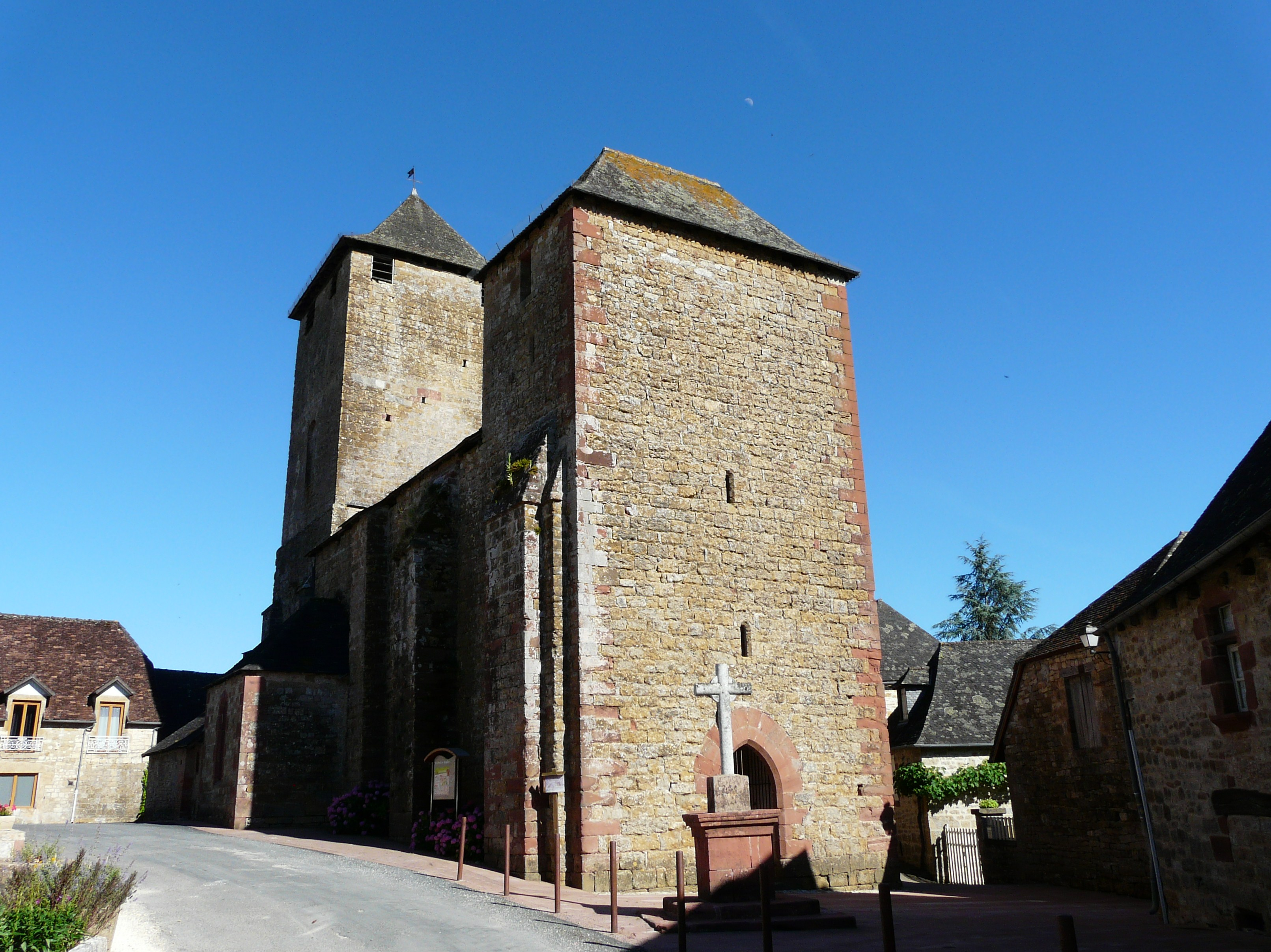
L'église.
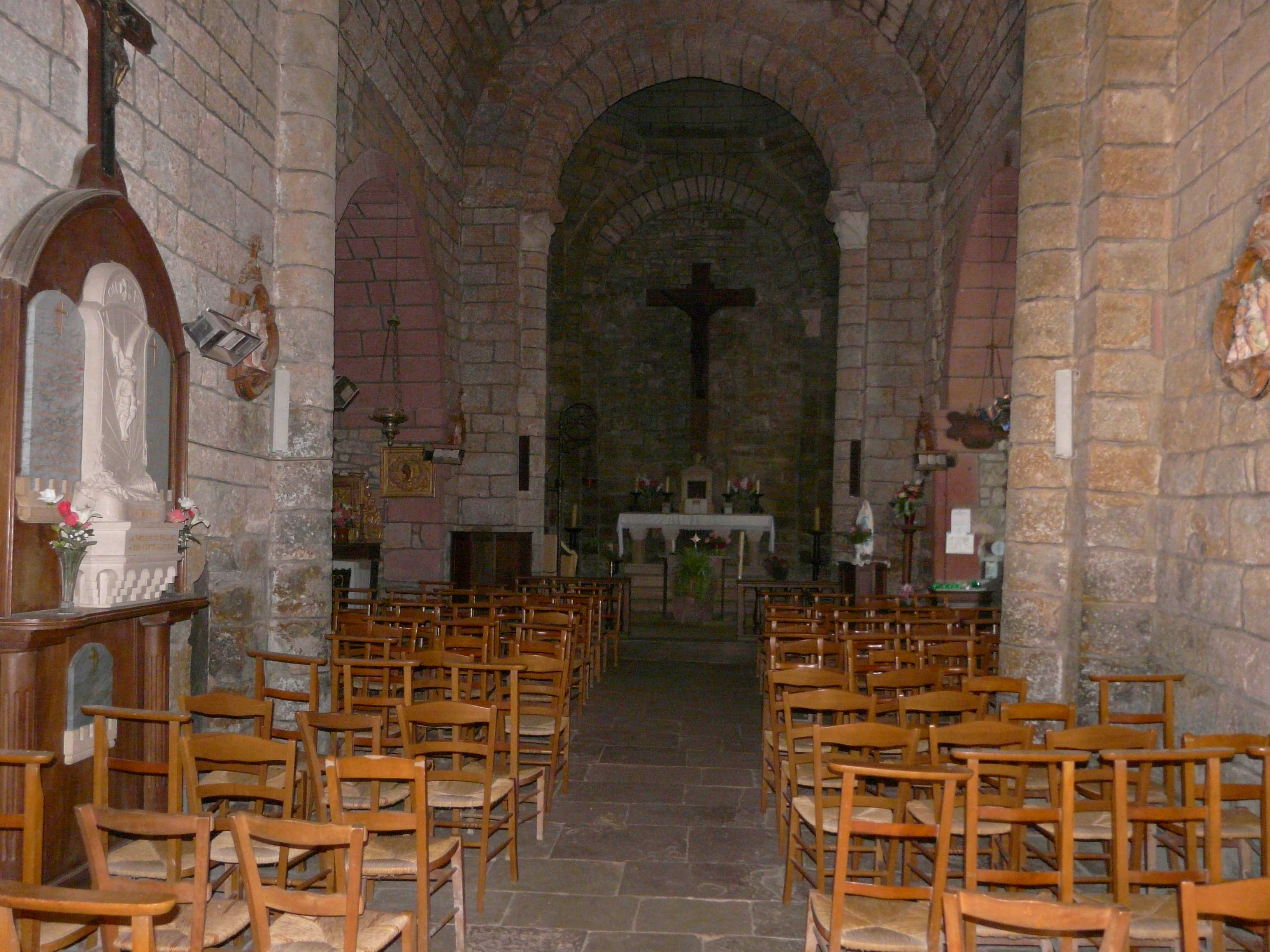
La nef.
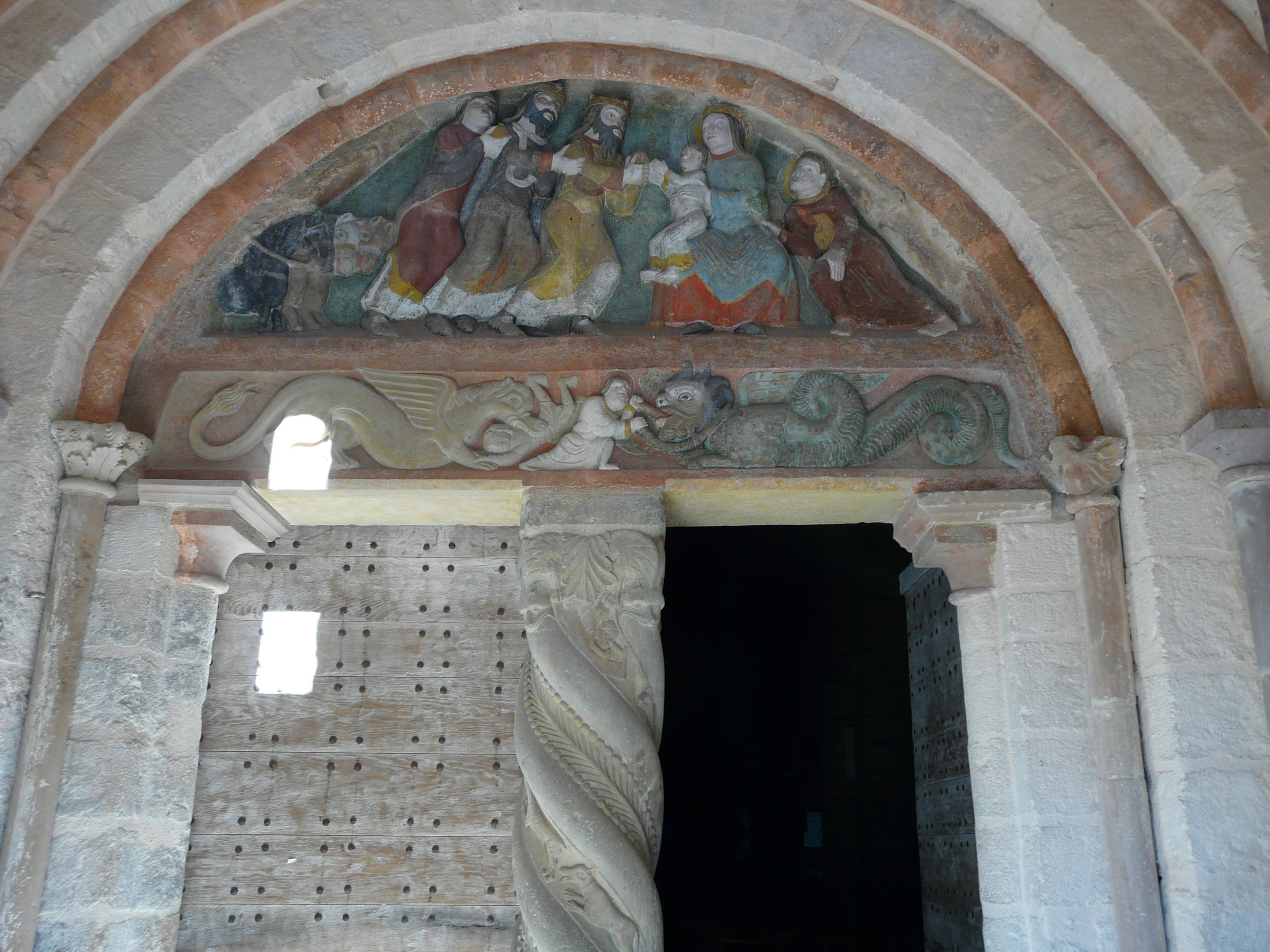
Le tympan du portail.

### Héraldique
| Blason de Saillac | Blason  | D'or à la rose de gueules.                       |
| Blason de Saillac | Détails | Le statut officiel du blason reste à déterminer. |